# J. C. Penney
J. C. Penney Company, Inc. (NYSE: JCP; o comúnmente conocida como JCPenney o simplemente Penneys) es una cadena de tiendas departamentales de Estados Unidos con sede en Plano, Texas, un barrio en el extremo norte de Dallas. La empresa opera más de 1067 tiendas departamentales en los 50 estados y Puerto Rico. J. C. Penney también opera mercancías y venta por catálogo a nivel nacional en mercados pequeños, lo que la convierte en una de las principales tiendas por catálogo en los Estados Unidos.
En mayo de 2020, JCPenney se acogió al Capítulo 11 de protección por bancarrota y, en septiembre de 2020, Brookfield Asset Management y Simon Property Group acordaron comprar la empresa por unos 800 millones de dólares en efectivo y deuda. El acuerdo fue aprobado por el Tribunal de Quiebras del Distrito Sur de Texas dos meses después.
En mayo de 2022, la empresa anunció que regresaba a su sede de Plano.

## Presencia internacional

Logotipo de Penneys entre 1963 y 1971.

De 1995 a 2005 operaron seis tiendas en México, con una estrategia distinta a la de sus tiendas en Estados Unidos: enfocadas al segmento premium y sin acceso a crédito directo. Fueron compradas por Grupo Carso y convertidas en Dorian's (que posteriormente cerrarían todas) y Sears (las del WTC en la Ciudad de México y Mérida).

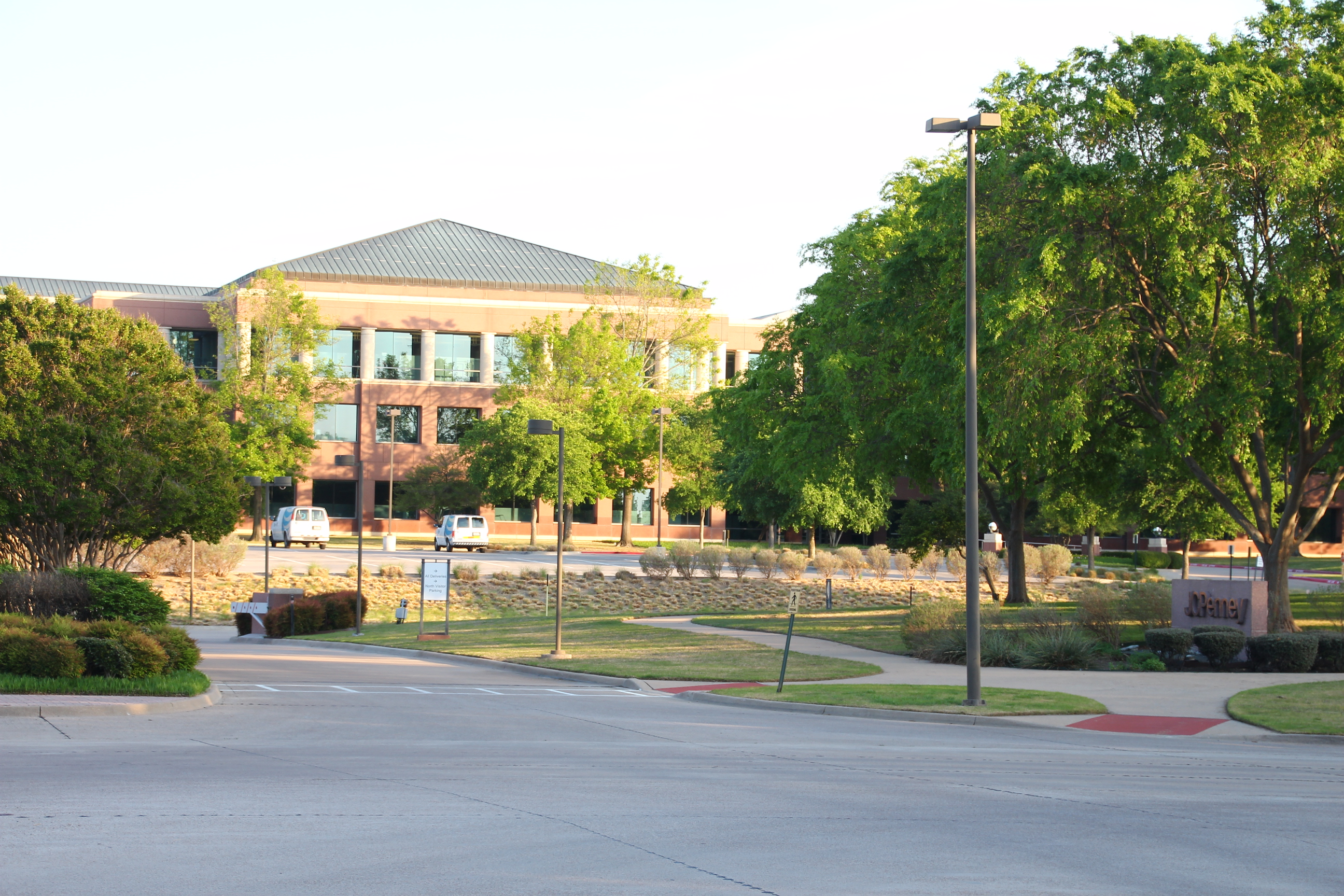
Sede social en Plano (Texas)

También tuvo presencia en Chile con una tienda en el centro comercial Alto Las Condes de Santiago —además de un tienda de artículos de hogar denominada JCPenney Home Store en el Mall Parque Arauco—, pero tras cuatro años de operaciones en rojo (15 de marzo de 1995-29 de septiembre de 1999), JCPenney se vio obligada a vender sus activos a su competidor local Almacenes París. La retirada de Chile le significó a la marca pérdidas por 20 millones de dólares.
Además, las tiendas JCPenney a menudo arriendan tiendas como Optical, Portrait Studios, Jewelry & Watch repair, etc.

## Eslóganes
Aquí están algunos eslóganes en inglés de JCPenney usados en el pasado y el presente.
- A Nationwide Institution (Años 20)
- Always First Quality
- We Know What You're Looking For (Principio de los 70)
- Where Fashion Comes to Life
- This Is JCPenney (Los 80)
- You're Looking Smarter Than Ever (Final de los 80-principio de los 90)
- Doing It Right (Principio de los 90-1997)
- I Love Your Style (1997-1998)
- Fun.Different.JCPenney (1999)
- It's All Inside (1999-2007)
- Every Day Matters (2007-2015)
- Getting Your Penney's Worth (2015-present)